# 塔斯基斯泰申 (密蘇里州)
塔斯基斯泰申（英語：Taskee Station）是位於美國密蘇里州韋恩縣的鬼鎮。

## 歷史
塔斯基斯泰申的郵局於1890年設立，其後於1941年停運。

## 地理
塔斯基斯泰申所處的海拔為高於海平面119米（即390英呎），而該地所採用的時區為UTC-6，即北美中部時區（CST）。同時該地設有夏令時間，為UTC-6調快一小時，即UTC-5（CDT）。